# Qingyuan (Fushun)
Der Autonome Kreis Qingyuan der Mandschu (chinesisch 清原满族自治县, Pinyin Qīngyuán Manzú zìzhì xiàn; mandschurisch ᠴᡳᠩᠶᡠᠸᠠᠨ
ᠮᠠᠨᠵᡠ
ᠪᡝᠶᡝ
ᡩᠠᠰᠠᠩᡤᠠ
ᠰᡳᠶᠠᠨ, Cingyuwan Manju Beye Dasangga Siyan) ist ein autonomer Kreis der Mandschu der bezirksfreien Stadt Fushun in der nordostchinesischen Provinz Liaoning. Er hat eine Fläche von 3.925 km² und zählt 238.890 Einwohner (Stand: Zensus 2020). Sein Hauptort ist die Großgemeinde Qingyuan (清原镇)

## Administrative Gliederung
Auf Gemeindeebene setzt sich der Kreis aus neun Großgemeinden und fünf Gemeinden zusammen. 